# Calle de Velarde (Madrid)
La calle de Velarde es una vía pública de la ciudad española de Madrid, perteneciente al barrio de Universidad, en el distrito Centro. Une la calle de Fuencarral con la plaza del Dos de Mayo, en la zona conocida como Malasaña.

## Historia

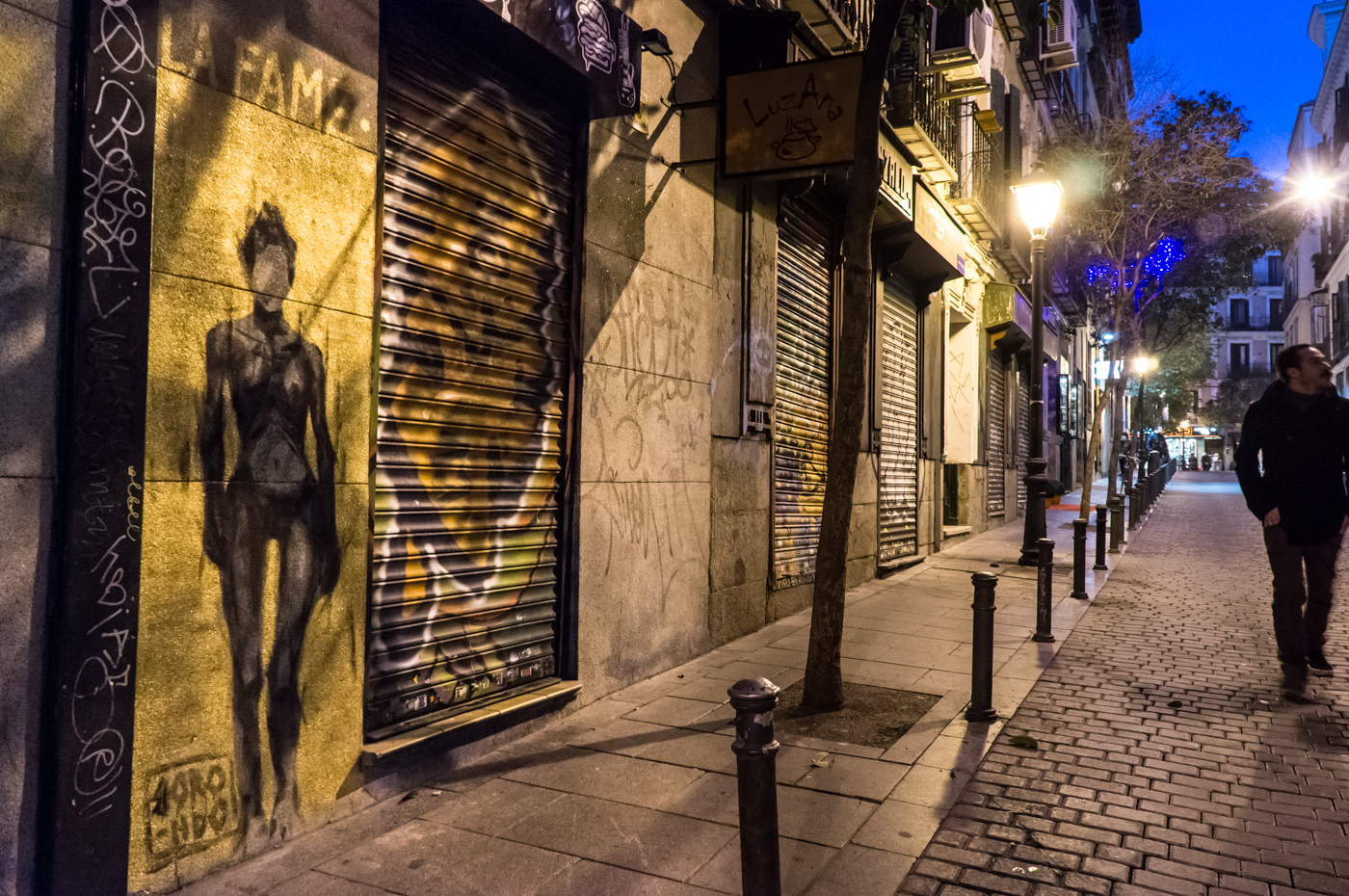
Local en la calle, n.º 8.

Recibe su nombre de Pedro Velarde, uno de los héroes madrileños de la Guerra de Independencia española, junto a Luis Daoiz. Se encuentra en la zona popularmente conocida como Malasaña. La vía, que discurre en dirección este-oeste, tiene su comienzo en la calle de Fuencarral y finaliza su recorrido en la plaza del Dos de Mayo.  En 1899 se conservaban antecedentes de construcciones particulares en la calle desde 1783. En el número 18 se encuentra La Vía Láctea, un célebre garito de la Movida madrileña.
Bajo la denominación «de San Miguel» primero, en el plano de Texeira de 1656, y de «Santo Domingo» en el de Antonio Espinosa de los Monteros de 1769, originalmente discurría desde San Bernardo hasta Fuencarral. Esta vía se dividió en 1834 en dos tramos independientes, asignándose a cada uno las denominaciones de «calle de Daoiz» y la «calle de Velarde», con la calle de San Andrés haciendo de frontera entre ambas. Sin embargo, el trayecto pasaría a ser conocido popularmente en conjunto como «calle de Daoiz y Velarde», hasta que se erigió la plaza del Dos de Mayo entre ambas y la división fue más marcada.

## Referencias

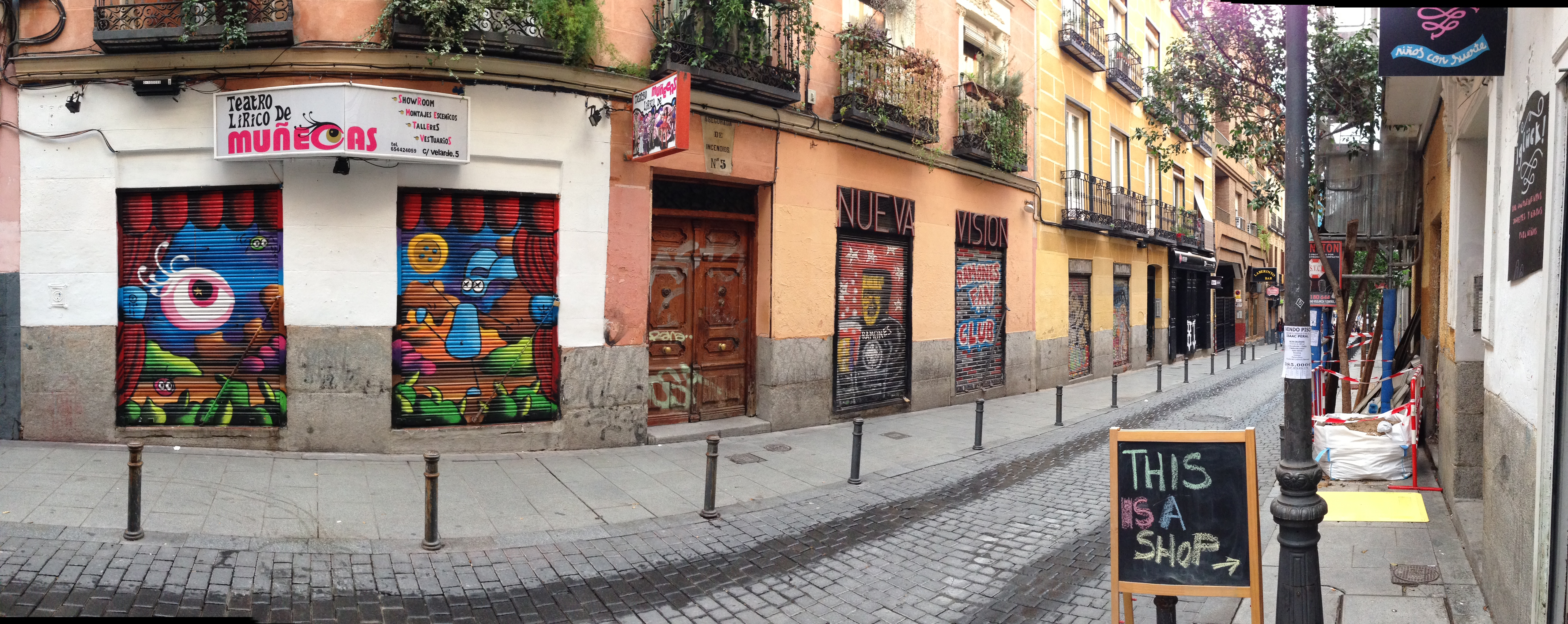
Vista panorámica de la calle Velarde.